# Mahavatar Babaji
Mahavatar Babaji (în hindi महावतार बाबाजी, IAST: Mahāvatāra Bābājī; în traducere literală „Marele Avatar Veneratul Părinte⁠(d)”) este un yoghin⁠(d) și guru nemuritor legendar, despre care se spune că ar trăi în Munții Himalaya. El ar fi predat tehnici de meditație mai multor yoghini venerați precum Lahiri Mahasaya⁠(d) (1828–1895).
Babaji a devenit cunoscut pentru prima dată prin scrierile lui Paramahansa Yogananda⁠(d), care i-a dedicat un capitol în cartea Autobiografia unui yoghin⁠(d) (1946) și a fondat Self-Realization Fellowship⁠(d), o mișcare modernă de yoga cu care Babaji este asociat. Peștera în care Babaji l-a întâlnit pe Lahiri Mahasaya, situată în apropierea orașului Ranikhet⁠(d), este acum o atracție turistică și un loc de pelerinaj în India.
Există puține informații istorice despre Babaji. Conform spuselor lui Yogananda, Babaji a ținut în mod intenționat secrete locul și data nașterii sale.

## În cultura populară
Mahavatar Babaji a apărut pe coperta albumului Sgt. Pepper's Lonely Hearts Club Band (1967) al trupei britanice The Beatles. El poate fi văzut, de asemenea, pe coperta albumului Dark Horse⁠(d) (1974) al lui George Harrison. Compozitorul Roger Hodgson⁠(d) al trupei rock engleze Supertramp a compus o melodie numită „Babaji⁠(d)” ca un omagiu pentru Mahavatar Babaji. Această melodie a fost înregistrată și lansată pe albumul Even in the Quietest Moments...⁠(d) (1977). În Cartea a 3-a din Conversații cu Dumnezeu⁠(d) (1998), de Neale Donald Walsch⁠(d), se menționează că Babaji ar fi putut la un moment dat să învie din morți, asemenea lui Isus.
Filmul indian în limba tamilă Baba⁠(d) (2002) prezintă o întâlnire fictivă cu Mahavatar Babaji. Filmul a fost produs de Rajinikanth⁠(d), un adept al lui Babaji.

## Notă explicativă
1. ↑  Alte nume ale lui Babaji sunt Mahamuni Babaji Maharaj (Maestrul Extatic Suprem), Maha Yogi (Marele Yoghin), Trambak Baba și Shiva Baba (încarnarea lui Shiva).[3]